# Prelatura territorial de Illapel
La prelatura territorial de Illapel (en latín: Praelatura Territorialis Ilapensis) es una circunscripción eclesiástica de la Iglesia católica en Chile. Se trata de una prelatura territorial latina, sufragánea de la Arquidiócesis de La Serena.

## Territorio y organización
La prelatura territorial tiene 10,080 km² y extiende su jurisdicción sobre los fieles católicos de rito latino residentes en la provincia de Choapa de la región de Coquimbo.
La sede de la prelatura territorial se encuentra en la ciudad de Illapel, en donde se halla la Catedral de San Rafael.
En 2021 en la prelatura territorial existían 12 parroquias:
- San Rafael Arcángel, en Illapel;
- Nuestra Señora de la Candelaria, en Mincha;
- Nuestra Señora del Carmen de Palo Colorado, en Quilimarí;
- Nuestra Señora del Rosario, en Salamanca;
- Santo Tomas de Choapa, en El Tambo;
- Nuestra Señora del Carmen, en Los Vilos;
- Nuestra Señora del Tránsito, en Canela;
- San Antonio de Padua, en Caimanes;
- Nuestra Señora de Fátima, en Illapel;
- Jesucristo Crucificado, en Huntil;
- Cristo Rey, en Guangualí;
- San José, Chillepín.

## Historia
La prelatura territorial fue erigida el 30 de abril de 1960 con la bula Ad hominis similitudinem del papa Juan XXIII, obteniendo el territorio de la arquidiócesis de La Serena y de la diócesis de San Felipe.
Se estableció canónicamente el 18 de marzo de 1961, siendo su primer administrador apostólico Cirilo Polidoro Van Vlierberghe, quien fue consagrado obispo en 1966. Tras renunciar por razones de edad en 1984, lo sucedió como obispo prelado Pablo Lizama Riquelme, quien fue ordenado obispo en marzo de 1985. En 1988 Lizama fue trasladado a la diócesis de Talca como obispo auxiliar.
El 28 de junio de 1989 el papa Juan Pablo II nombró como nuevo obispo prelado a Rafael de la Barra Tagle, quien asumió el 16 de septiembre de 1989 y permaneció en la sede hasta 2010, año en que se hizo efectiva su renuncia por razones de edad.
Desde el 20 de febrero de 2010 su prelado fue Jorge Vega, nombrado por el papa Benedicto XVI, quien tomó posesión de la prelatura el 30 de abril siguiente. Fue designado obispo de Valparaíso el 8 de junio de 2021, quedando vacante la sede.
Con fecha 12 de diciembre de 2023 fue nombrado por el Papa Francisco como obispo prelado de Illapel Julio Larrondo Yáñez, quien era obispo auxiliar de la arquidiócesis de Santiago al momento de este nombramiento. Tomó posesión el 2 de marzo de 2024.

## Estadísticas
Según el Anuario Pontificio 2022 la prelatura territorial tenía a fines de 2021 un total de 67 580 fieles bautizados.
| Año                                                                             | Población | Población | Población      | Sacerdotes | Sacerdotes | Sacerdotes | Católicos por sacerdote | Diáconos permanentes | Religiosos | Religiosos | Parroquias y cuasiparroquias |
| Año                                                                             | Católicos | Total     | % de católicos | Total      | Diocesanos | Regulares  | Católicos por sacerdote | Diáconos permanentes | Masculinos | Femeninos  | Parroquias y cuasiparroquias |
| ------------------------------------------------------------------------------- | --------- | --------- | -------------- | ---------- | ---------- | ---------- | ----------------------- | -------------------- | ---------- | ---------- | ---------------------------- |
| 1965                                                                            | 68 000    | 73 000    | 93.2           | 13         | 5          | 8          | 5230                    |                      | 10         | 34         | 10                           |
| 1968                                                                            | 81 000    | 90 000    | 90.0           | 17         | 9          | 8          | 4764                    | 1                    | 10         | 44         | 10                           |
| 1976                                                                            | 70 000    | 75 000    | 93.3           | 15         | 8          | 7          | 4666                    | 1                    | 10         | 34         | 12                           |
| 1980                                                                            | 69 000    | 73 400    | 94.0           | 15         | 9          | 6          | 4600                    | 1                    | 9          | 31         | 13                           |
| 1990                                                                            | 75 465    | 85 756    | 88.0           | 17         | 14         | 3          | 4439                    | 1                    | 4          | 25         | 11                           |
| 1999                                                                            | 78 000    | 82 000    | 95.1           | 22         | 15         | 7          | 3545                    |                      | 9          | 31         | 12                           |
| 2000                                                                            | 78 000    | 82 000    | 95.1           | 22         | 15         | 7          | 3545                    |                      | 8          | 31         | 12                           |
| 2001                                                                            | 78 000    | 82 000    | 95.1           | 19         | 14         | 5          | 4105                    |                      | 6          | 33         | 12                           |
| 2002                                                                            | 78 000    | 82 000    | 95.1           | 19         | 13         | 6          | 4105                    |                      | 7          | 36         | 12                           |
| 2003                                                                            | 78 000    | 82 000    | 95.1           | 18         | 12         | 6          | 4333                    |                      | 7          | 39         | 12                           |
| 2004                                                                            | 78 000    | 82 000    | 95.1           | 19         | 13         | 6          | 4105                    |                      | 7          | 39         | 12                           |
| 2013                                                                            | 85 400    | 89 400    | 95.5           | 22         | 13         | 9          | 3881                    |                      | 9          | 19         | 12                           |
| 2016                                                                            | 67 299    | 85 084    | 79.1           | 19         | 9          | 10         | 3542                    |                      | 11         | 18         | 12                           |
| 2019                                                                            | 65 600    | 82 400    | 79.6           | 14         | 9          | 5          | 4685                    |                      | 7          | 17         | 12                           |
| 2021                                                                            | 67 580    | 84 950    | 79.6           | 12         | 8          | 4          | 5631                    |                      | 6          | 14         | 12                           |
| Fuente: Catholic-Hierarchy, que a su vez toma los datos del Anuario Pontificio. |           |           |                |            |            |            |                         |                      |            |            |                              |

## Episcopologio
- Cirilo Polidoro Van Vlierberghe, O.F.M. † (27 de junio de 1966-11 de agosto de 1984 retirado)[nota 1]
- Pablo Lizama Riquelme (19 de diciembre de 1985-24 de febrero de 1988 nombrado obispo auxiliar de Talca)
- Rafael de la Barra Tagle, S.V.D. (17 de junio de 1989-20 de febrero de 2010 retirado)
- Jorge Patricio Vega Velasco, S.V.D. (20 de febrero de 2010-8 de junio de 2021 nombrado obispo de Valparaíso
- Julio Larrondo Yañez (nombrado el 12 de diciembre de 2023, tomó posesión el 2 de marzo de 2024).